# Insurrection d'Elberfeld

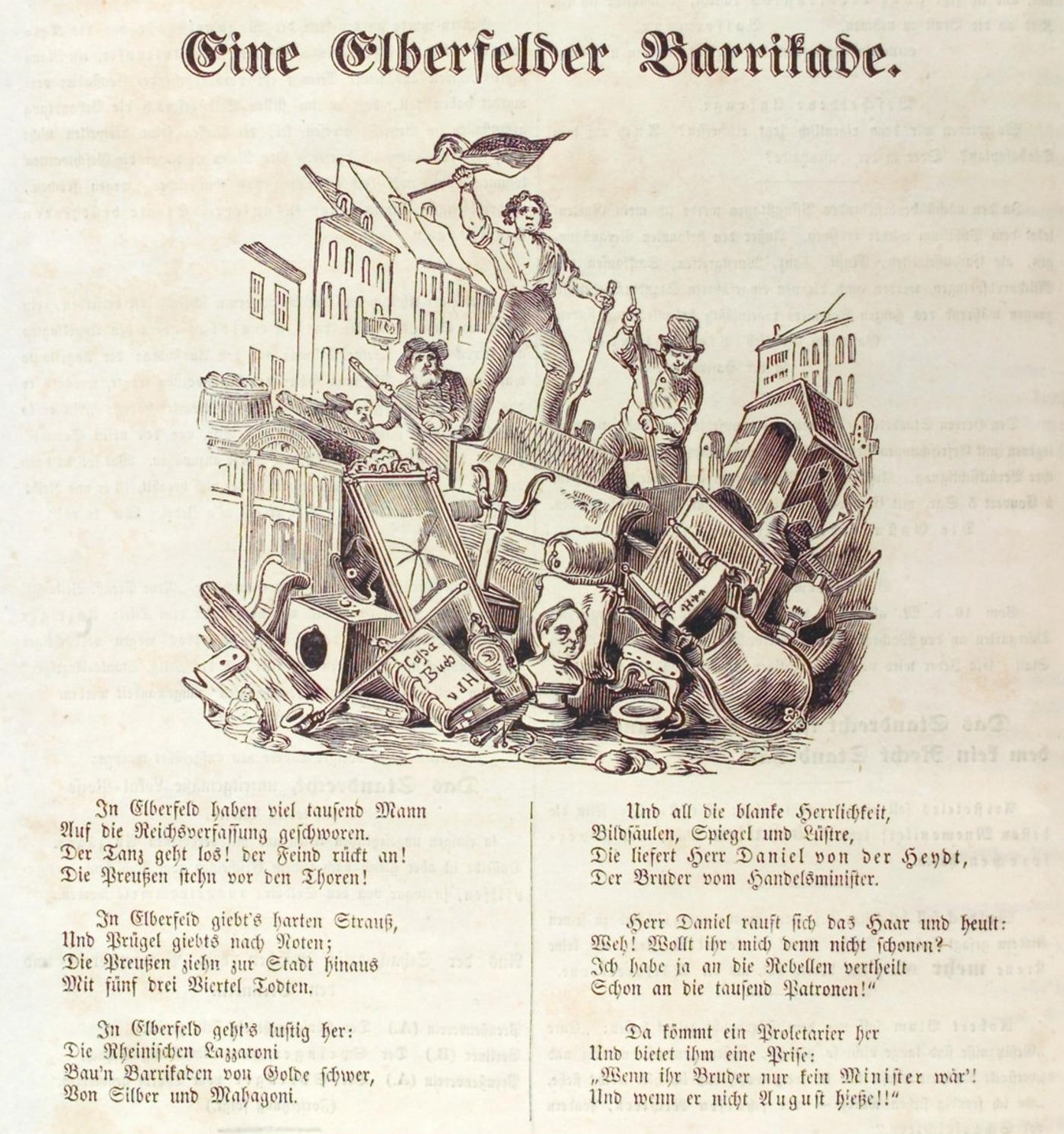
Caricature de l'insurrection d'Elberfeld de 1849 dans le magazine satirique Kladderadatsch.

L'insurrection d'Elberfeld de mai 1849 s'inscrit dans le cadre de la Campagne pour la Constitution du Reich en Prusse et éclate dans le contexte de la non-reconnaissance par les dirigeants prussien de la constitution de Francfort et du rejet définitif par le roi Frédéric-Guillaume IV du titre impérial allemand. Pendant plusieurs jours, un comité de sécurité a exercé un contrôle sur la ville avant que le soulèvement ne s'effondre.

## Contexte
Le mouvement d'Elberfeld s'inscrit dans la révolution de Mars, le Printemps des peuples germaniques. Dans les provinces de Rhénanie et de Westphalie, des événements similaires se sont produits à Solingen, Gräfrath, Düsseldorf, Siegburg et Hagen. On peut également citer le pillage de l'arsenal de Prüm et le soulèvement d'Iserlohn. Ces événements font suite à la dissolution de la deuxième chambre du parlement prussien par le roi Frédéric-Guillaume IV, après que le parlement ait reconnu la Constitution impériale de Francfort. Le monarque a aussi définitivement refusé d'accepter la couronne impériale. Afin de prévenir d'éventuels troubles, le gouvernement prussien déclare l'état de siège et mobilise la Landwehr.

## Participation de Friedrich Engels
2 000 à 3 000 volontaires, venus principalement des villes et des communautés environnantes, ont afflué à Elberfeld pour soutenir le soulèvement. Friedrich Engels les a rejoints depuis Cologne : il espérait pouvoir transformer les unités de défense terrestre en une armée révolutionnaire et comptait sur le soulèvement pour englober toute la Rhénanie à partir d'Elberfeld. Au lieu du noir, du rouge et de l'or, il a voulu mettre le drapeau rouge. Sur les conseils d'Engels, l'ancien officier prussien Otto von Mirbach a été nommé à la direction militaire, et Engels s'est vu confier la direction des travaux de fortification et le commandement de l'artillerie.

## Postérité

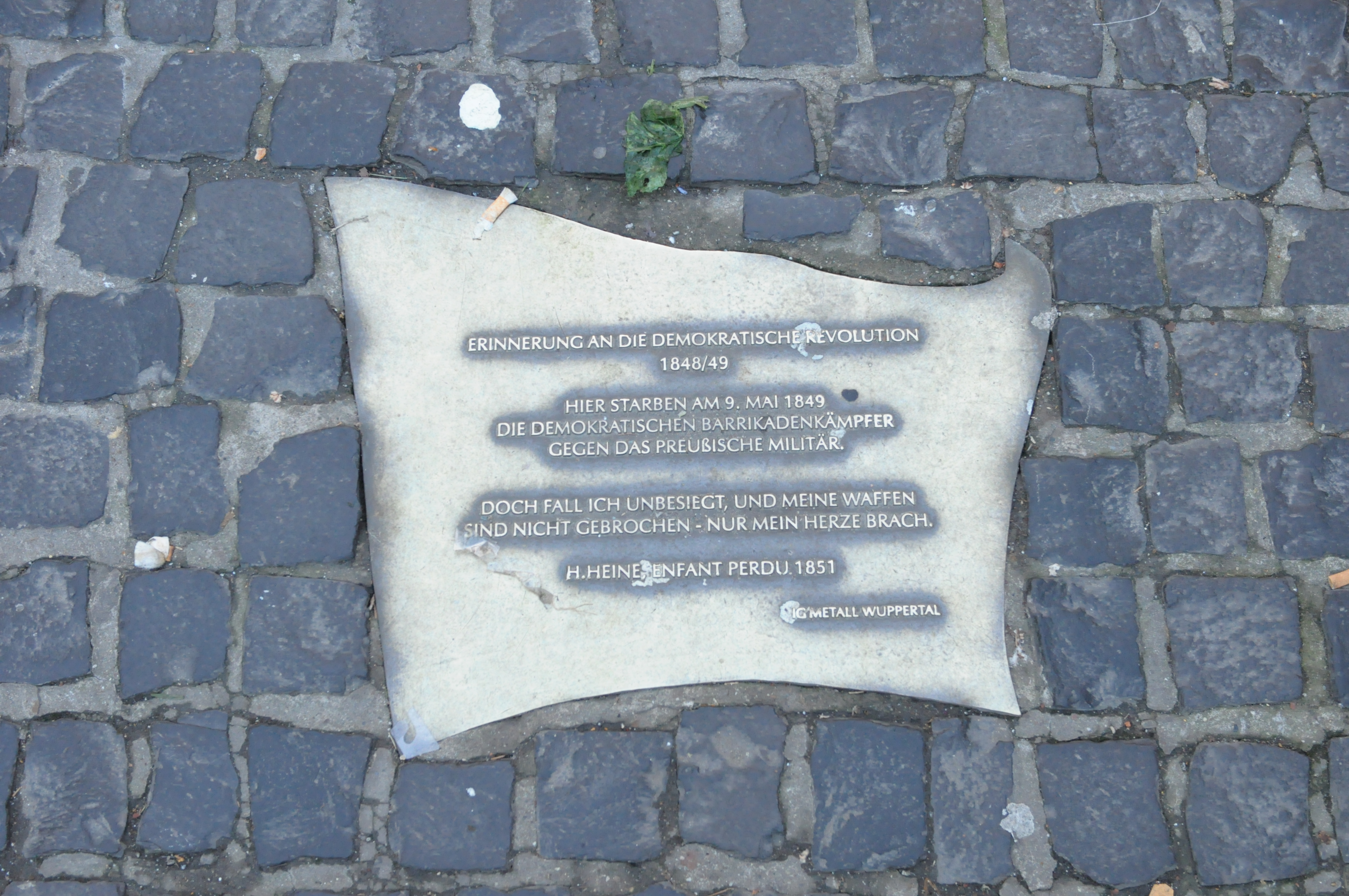
"Souvenir de la révolution démocratique de 1848/49" - Plaque commémorative - Citation de Heinrich Heine, Enfant perdu - 1851

Aujourd'hui, une large bande de pavés et une plaque nominative sur le mur en face du musée Von der Heydt, l'ancien hôtel de ville, rappellent l'emplacement de la barricade principale et de ceux qui y ont été tués.